# 外資規制
外資規制（がいしきせい）とは、国内企業への外国資本に対する規制。

## 日本
日本の場合、国家の安全や主権維持に関わる産業分野等において、外国人による投資が制限されている。

### 外為法に基づく外資規制
外国為替及び外国貿易法（外為法）に基づき、以下のような外資規制が設けられている。
- 対内直接投資に関する条約等がない国（アフリカ・中央アジアの一部）からの投資
- 上記以外の国からの場合は、航空機、武器、原子力、宇宙開発、エネルギー、上水道、通信、放送、鉄道、路線バス、内航海運、石油、皮革、履物、農業、林業、水産業、警備業等の産業に対する投資

上記に該当する投資については財務大臣及び主務大臣への事前届出が必要となる（外国為替及び外国貿易法第27条第1項）。審査の結果、投資内容の変更又は中止の勧告を実施する場合があり（同法第27条第5項）、仮に従わなかった場合には変更又は中止の命令を実施する場合がある（同法第27条第10項）。
上記に該当しない投資についても、45日以内に財務大臣及び主務大臣に報告しなければならない。
特定取得（外国人投資家が国内の非上場企業の株式やその持ち分を、他の外国人投資家からの譲渡により取得すること）も同法第28条で同様の規制を受ける。

### 個別業法における外資規制
上記の他に、個別の業法の中で、外資に対する出資規制が設けられている例もある。
- 日本電信電話株式会社等に関する法律（NTT法） - 日本電信電話公社を前身とするNTTグループの持株会社であるNTTの議決権の3分の1以上を外国人が保有する事を禁止（間接出資も含む）。外国人がNTTと地域会社のNTT東日本・NTT西日本の役員に就くことも禁止。
- 電波法 - 外国人、外国人が代表を務める法人、外国人が役員の3分の1以上を占める法人、外国人が議決権の3分の1以上を占める法人には、無線局免許状を与えない[2]。基幹放送用の無線局には5分の1を適用。アマチュア無線局・電気通信事業者の無線局などには適用されない。
- 放送法 - 基幹放送#外資規制の項を参照のこと
- 航空法 - 外国人、外国人が代表を務める法人、外国人が役員の3分の1以上を占める法人、外国人が議決権の3分の1以上を占める法人に該当する者が所有する航空機は、登録することができない。また、航空運送事業の許可を受けることは出来ない。
- 貨物利用運送事業法 - 外国人、外国人が代表を務める法人、外国人が役員の3分の1以上を占める法人、外国人が議決権の3分の1以上を占める法人は、第一種貨物利用運送事業の登録、第二種貨物利用運送事業の許可を受けることは出来ない（国際貨物運送に係る貨物利用運送事業については外資も可）。

### 外資規制を受ける上場会社
金融商品取引法（株主の1/5）
- 日本取引所グループ

航空法（株主の1/3）
- ANAホールディングス：持株会社も同法による規制の対象
- 日本航空(JAL)
- スターフライヤー
- スカイマーク

貨物利用運送事業法（株主の1/3）
- 日本通運
- 近鉄エクスプレス
- 西日本鉄道

NTT法（株主の1/3）
- NTT

電波法、放送法（株主の1/5）
- TBSホールディングス（TBSHD：TBSテレビ・TBSラジオ・BS-TBS）
- 中部日本放送（CBC：CBCテレビ・CBCラジオ）
- RKB毎日ホールディングス（RKB：RKB毎日放送＜RKBテレビ・RKBラジオ＞）
- BSNメディアホールディングス（BSN：新潟放送）
- テレビ東京ホールディングス（テレビ東京・BSテレビ東京）
- フジ・メディア・ホールディングス（F・M・HD：フジテレビジョン・ニッポン放送・BSフジ・仙台放送）
- 日本テレビホールディングス（日テレHD：日本テレビ放送網・アール・エフ・ラジオ日本・BS日本）
- スカパーJSATホールディングス（SJHD）
- WOWOW
- 日本BS放送（BS11）
- 朝日放送グループホールディングス（ABC：朝日放送テレビ・朝日放送ラジオ）
- テレビ朝日ホールディングス（テレビ朝日・BS朝日）
- 東北新社

※2023年6月現在

### 過去に外資規制を受けていた上場会社
電波法、放送法（株主の1/5）
- ウェザーニューズ[6]
- スペースシャワーネットワーク[7]

## 各国の外資規制

### 米国
米国ではエクソン・フロリオ条項（en:Exon–Florio Amendment）により、外国企業による米国企業買収について「国家の安全保障を脅かす」と政府に判断されれば、どのような業種でも外国資本の買収を止めさせることができる。